# Nullmengenkalibrierung
Bei einer Common-Rail-Einspritzung, ein Einspritzsystem für Verbrennungsmotoren, wirken sich besonders bei sehr kleinen Einspritzmengen Toleranzen der Injektoren und bei deren elektrischer Ansteuerung erheblich auf die eingespritzte Menge und damit auch auf die Entstehung von Schadstoffen aus. Die Nullmengenkalibrierung (NMK) auch Nullmengenadaption (NMA) genannt ist eine Funktion des Dieselsteuergerätes, die in Einspritzpausen (z. B. im Schub) durch kurzzeitige Ansteuerung der Injektoren mit wachsender Dauer misst, ab wann sich die Kleinst-Einspritzung auf das Drehmoment des Motors auswirkt.
Die zwei wesentlichen Einflussgrößen auf eine exakte Einspritzung sind die eingespritzte Menge an Kraftstoff (siehe: Injektormengenabgleich) sowie die Einspritzdauer. Für eine exakte Ansteuerung ist es essentiell zu ermitteln, ab wann die Einspritzung wirklich wirksam ist. Das Ziel der Nullmengenkalibrierung ist somit die Ermittlung der Öffnungszeitverzögerung der einzelnen Injektoren, die sich verschleißbedingt im Laufe der Zeit verändert. Die ermittelten Werte werden dann zu den im Kennfeld gespeicherten addiert. Die Nullmengenkalibrierung erfolgt meist zyklisch, um die Einspritzung an das sich ändernde Verhalten der Injektoren anzupassen.